# Stemma di Bolzano

Il gonfalone di Bolzano

Lo stemma di Bolzano (in tedesco Bozner Stadtwappen, Wappen Bozens o Bozner Wappen), simbolo e emblema ufficiale di Bolzano, è definito - sul piano dell'araldica - D'argento, alla fascia di rosso, caricata di una stella d'oro a sei punte (ted. In Silber ein roter Balken mit goldenem sechsspitzigen Stern).

## Storia

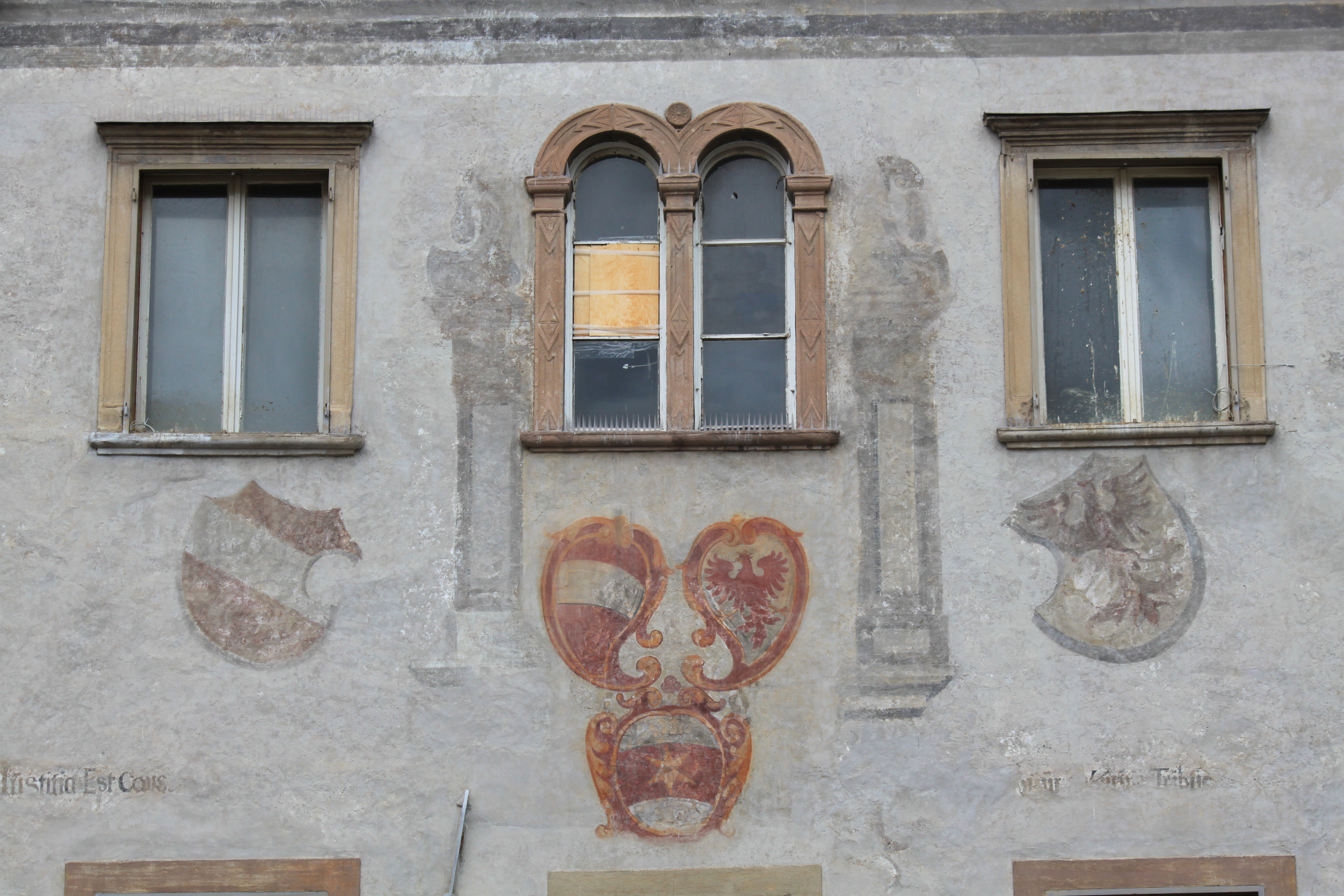
Lo stemma di Bolzano, accanto a quelli austriaco e tirolese, sulla facciata della Waaghaus di Bolzano, XVII sec.

La città di Bolzano possiede il suo stemma, unitamente all'istituzione del consiglio comunale, dal 1381, grazie al conferimento di apposito privilegio da parte del duca Leopoldo III d'Austria. Lo stemma evoca palesemente i colori austriaci invertendone semplicemente l'ordinamento (bianco-rosso-bianco); al centro campeggia una stella a sei punte dorata, che verosimilmente fa riferimento alla Stella Maris, tipica rappresentazione allegorica della Madonna (patrona del duomo cittadino) nella liturgia cattolica.
Lo stemma venne utilizzato dagli uffici comunali anche sotto forma di sigillo, attestato su atti ufficiali sin dal 1479 e recante, attorno allo stemma, in scrittura gotica, la dicitura: . s(igillvm) . des . rats . lant/gerichcz . statg/erichcz . ze . potzen ("sigillo del consiglio, del giudizio distrettuale e del giudizio cittadino di Bolzano"). Un esemplare è conservato su una pergamena del 1488 facente parte dei fondi archivistici dell'Archivio Storico della Città di Bolzano.
Con il decreto del capo del governo Benito Mussolini del 9 luglio 1931, nel quadro del tentativo di estirpazione dell'elemento tedesco dall'Alto Adige attuato durante il ventennio fascista, la stella venne ridotta a cinque punte, onde assimilarla alla Stella d'Italia e ricondurla in questo modo alla tradizione sabauda in evidente sostituzione a quella asburgica. Tale disposizione è stata abolita dopo la liberazione dal nazifascismo, con il ripristino della blasonatura originaria, poi formalizzata con delibera del consiglio comunale il 21 aprile 1988.
In ragione delle norme di autonomia della provincia di Bolzano, lo stemma civico del capoluogo si discosta dalle regole araldiche della Repubblica Italiana: non è infatti in genere previsto il suo accompagnamento con la corona di città e/o con il serto di quercia e alloro serrato dal nastro tricolore.

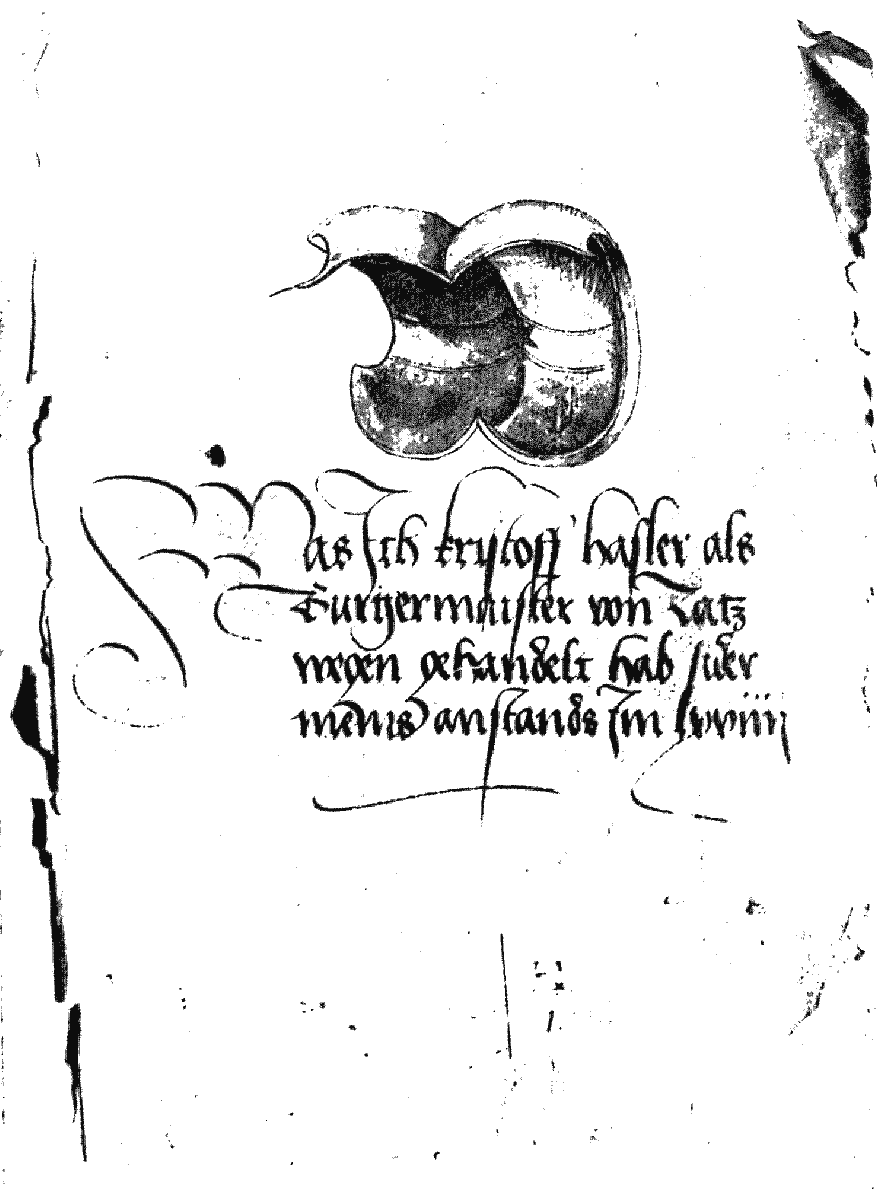
Lo stemma di Bolzano come riportato sulla copertina del primo protocollo consigliare del 1469
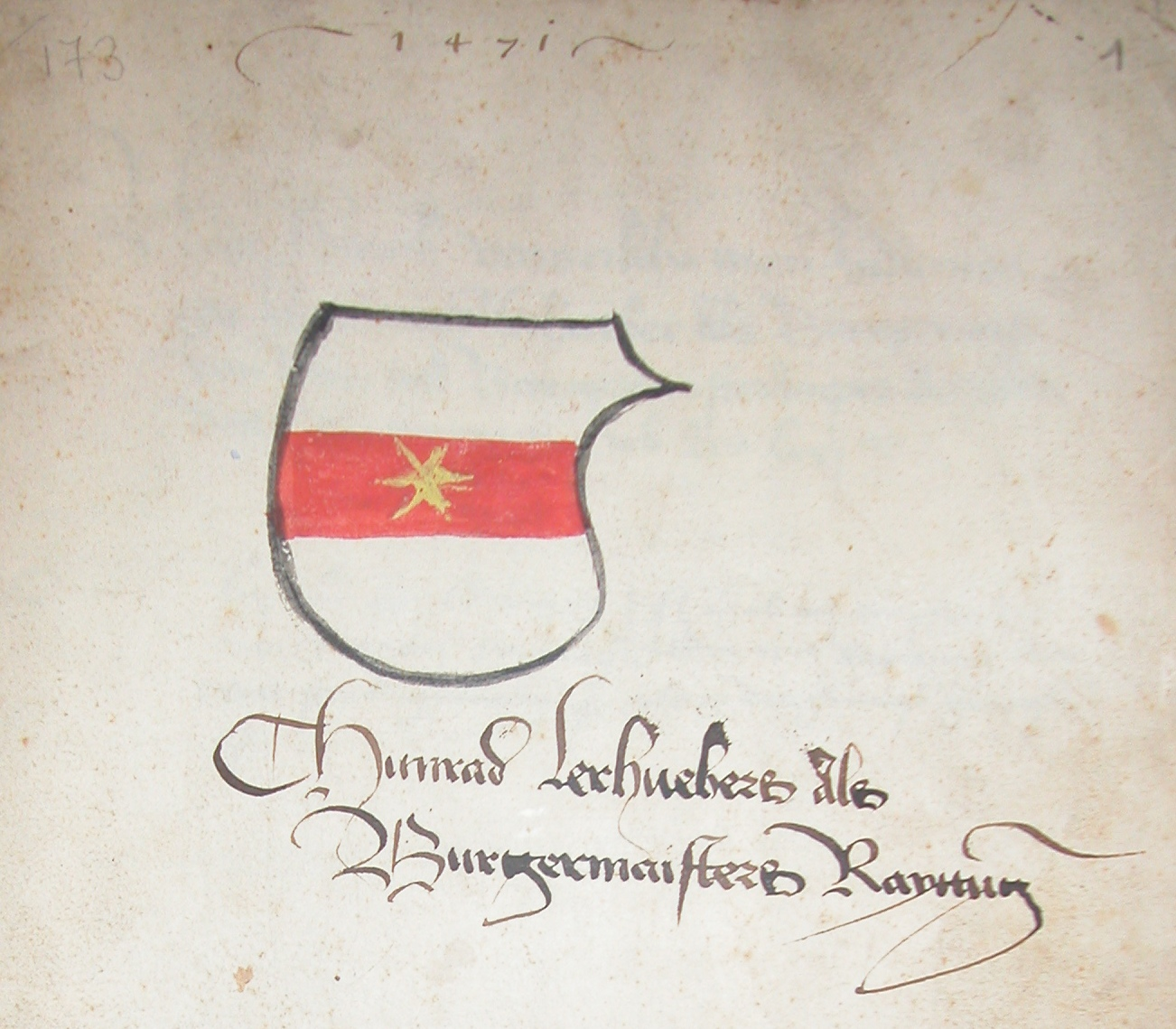
Lo stemma di Bolzano disegnato e colorato, presente sui rendiconti dei borgomastri di Bolzano del 1471
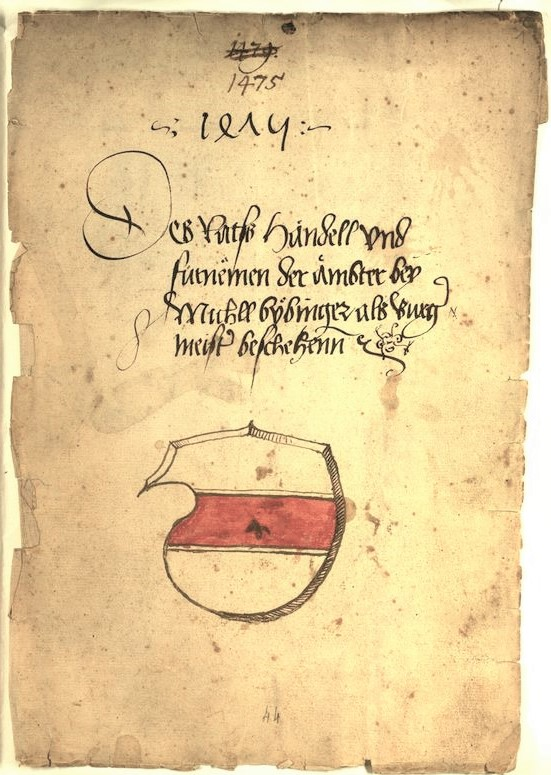
Lo stemma come appare sui protocolli consigliari del 1475
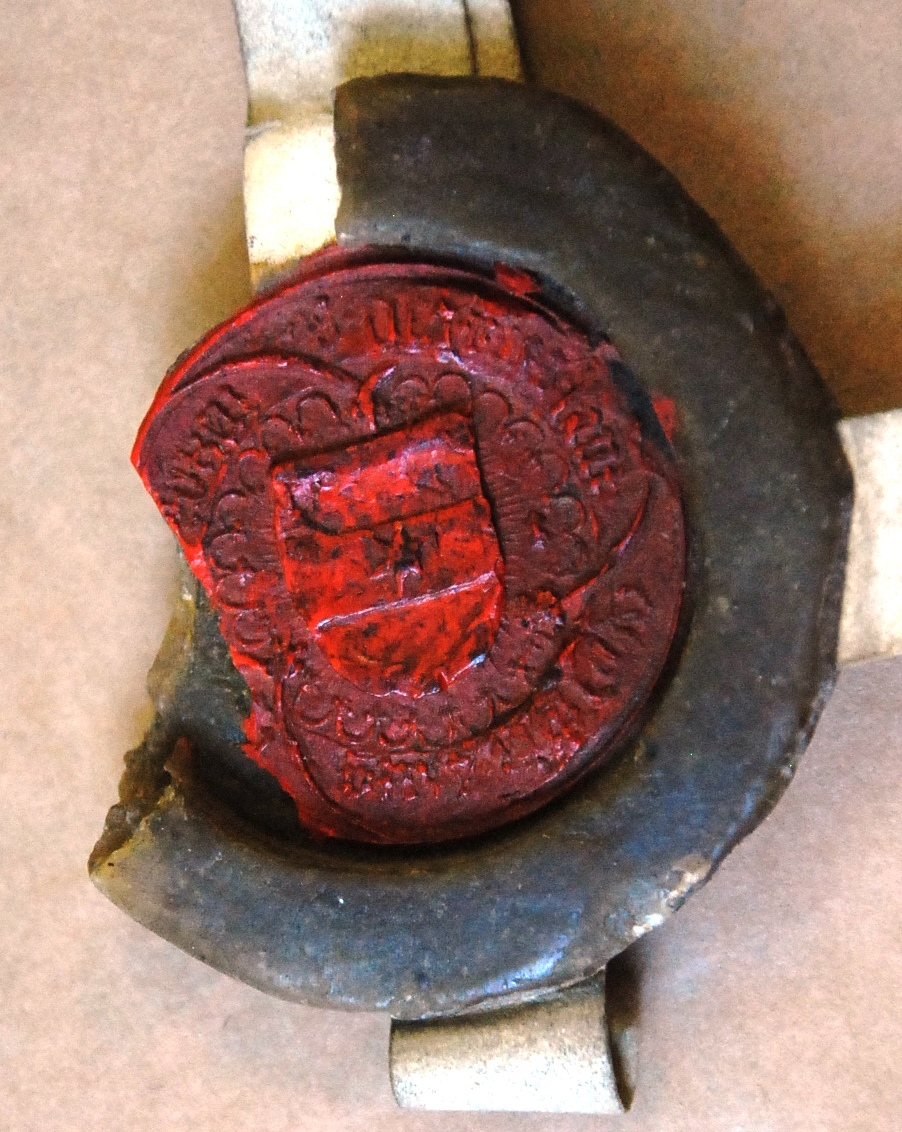
Il sigillo civico di Bolzano nel 1488 con lo stemma cittadino
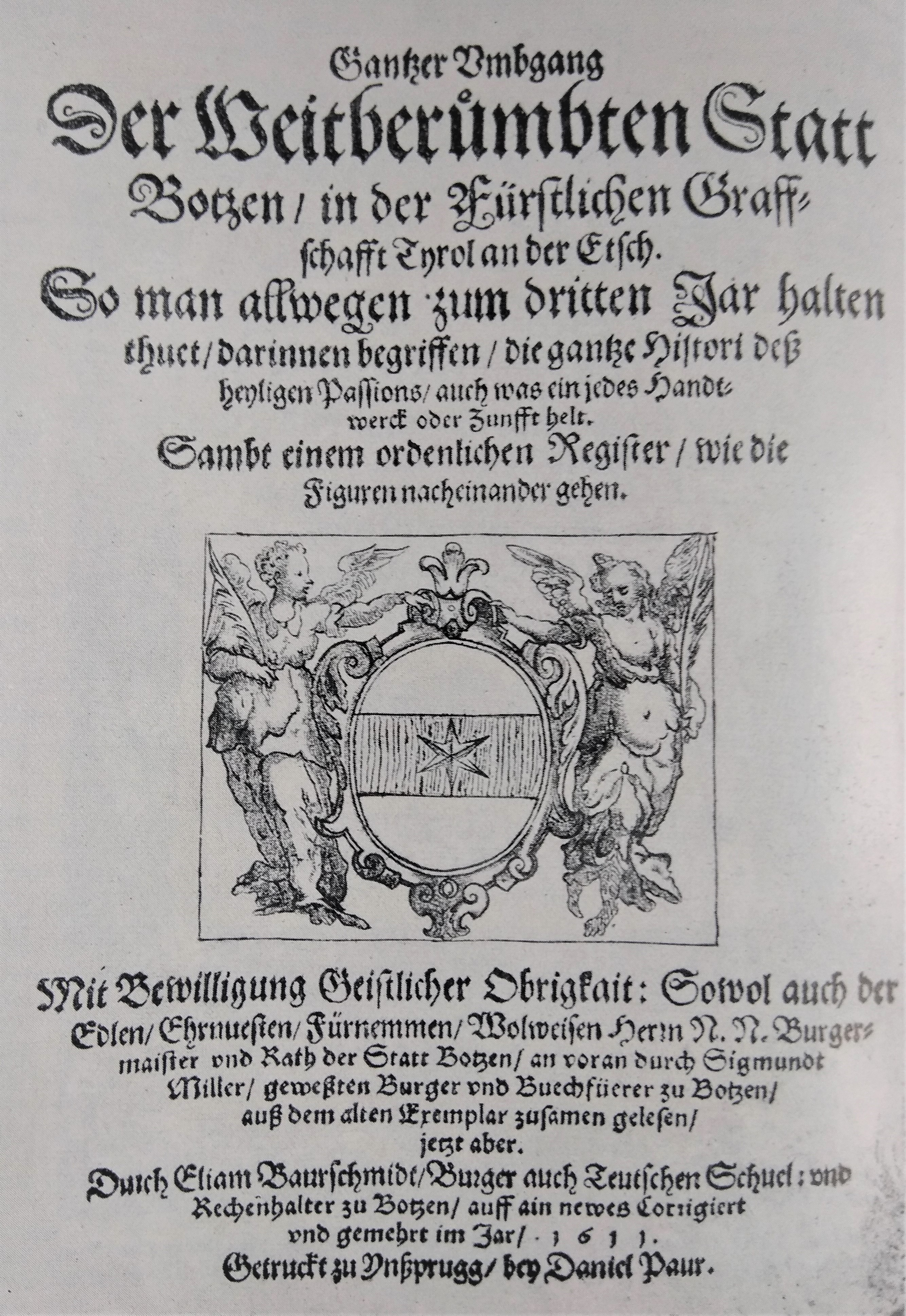
Frontespizio della Bozner Umgang der Passion del 1611 con al centro lo stemma bolzanino
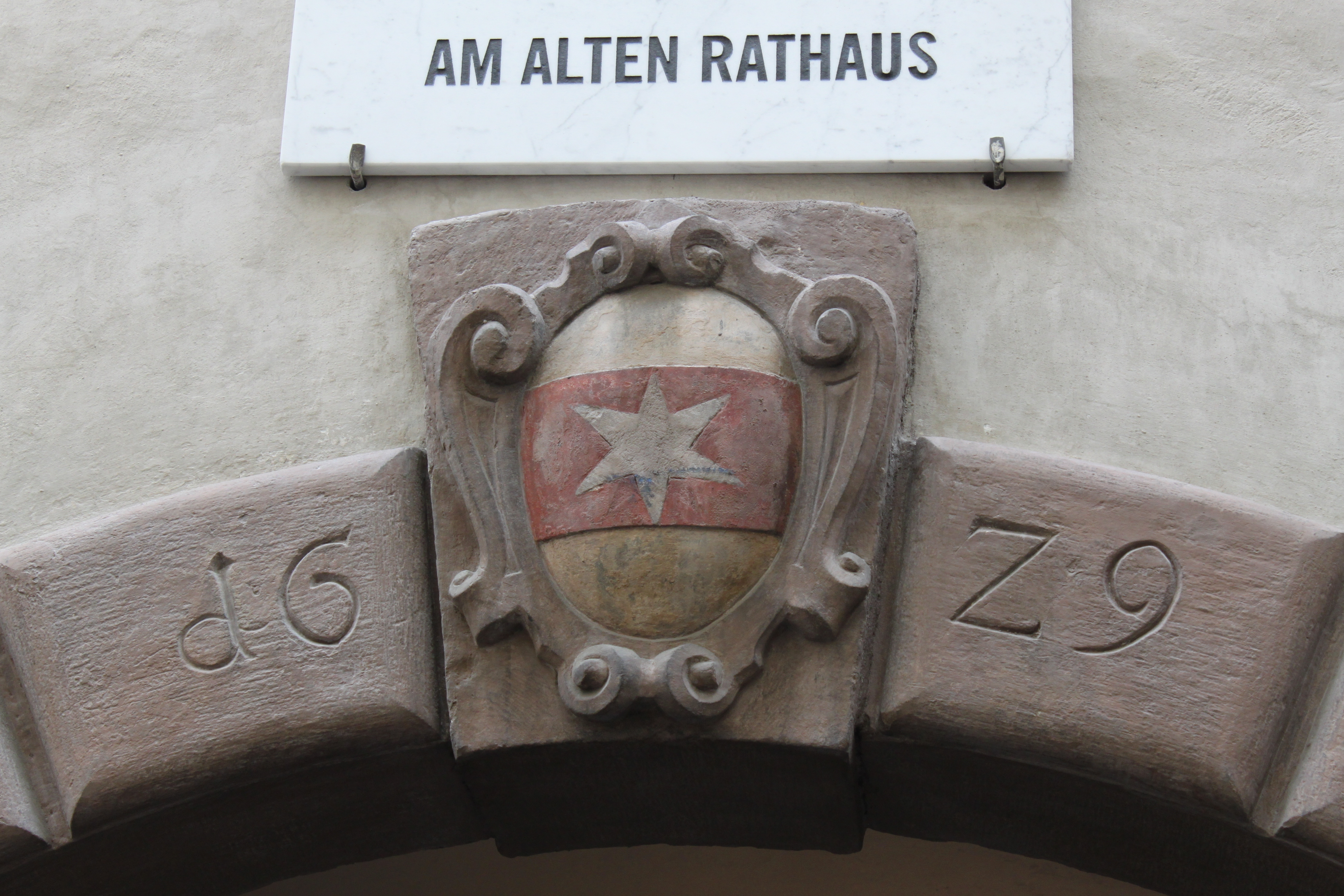
Lo stemma cittadino apposto sul portone dell'antico municipio, 1629
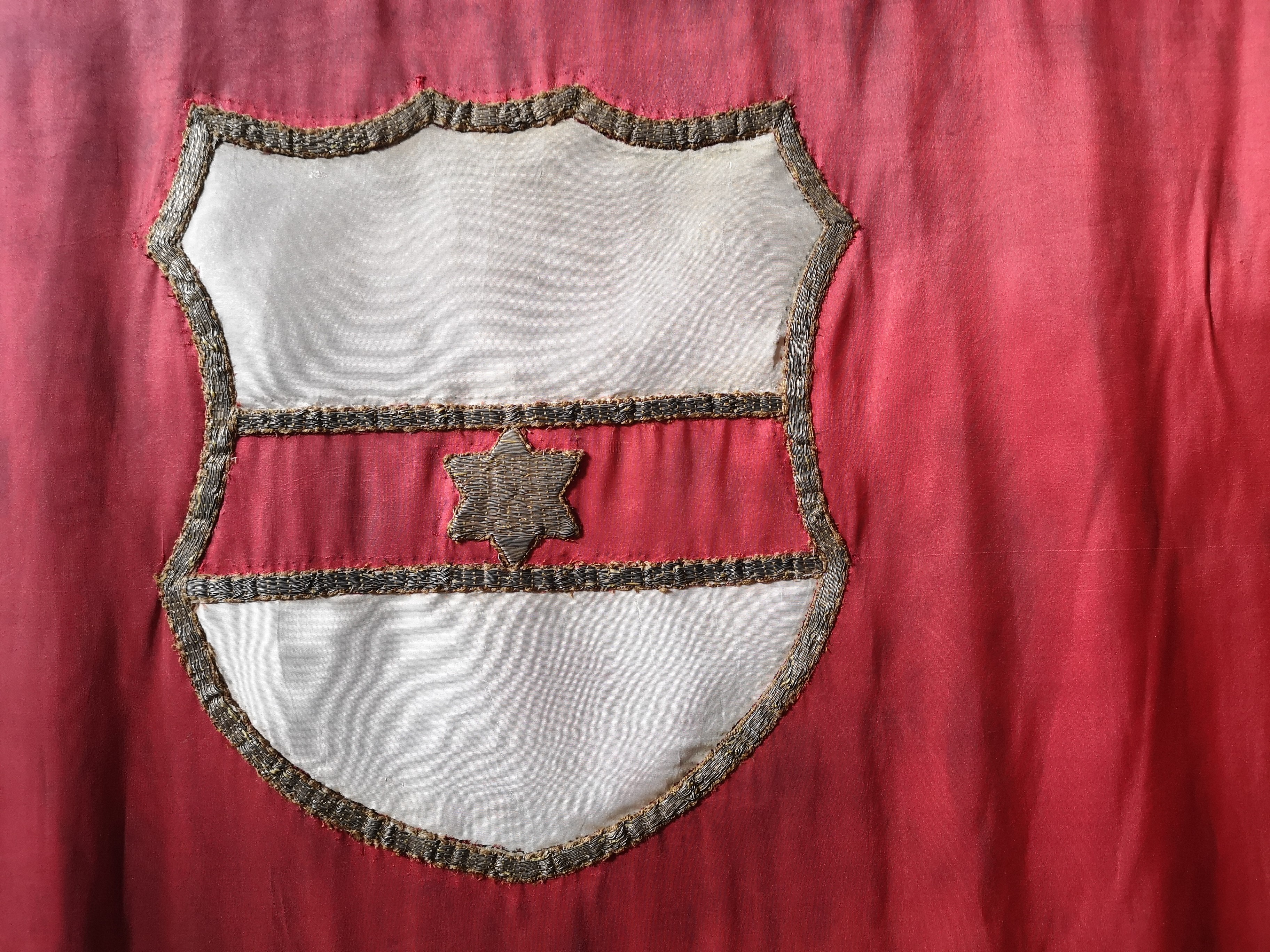
Lo stemma nel 1863 come rappresentato sul panno ufficiale del Turnverein 1862
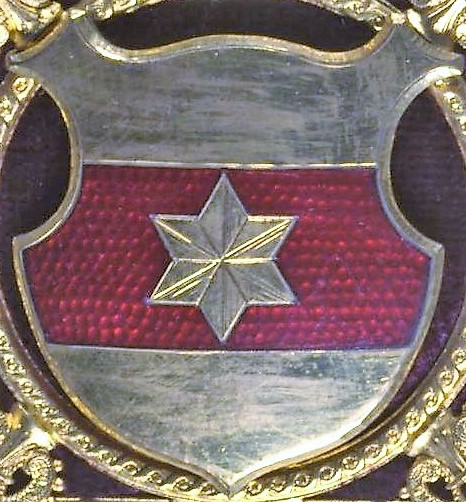
Lo stemma di Bolzano nel 1893
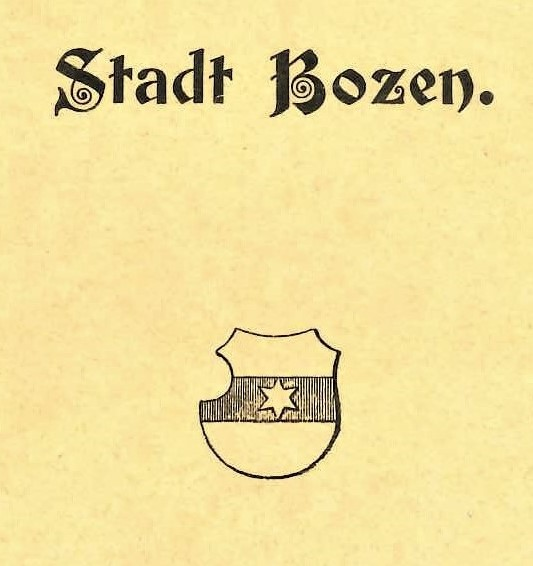
Lo stemma come rappresentato sull'indirizzario ufficiale del 1902
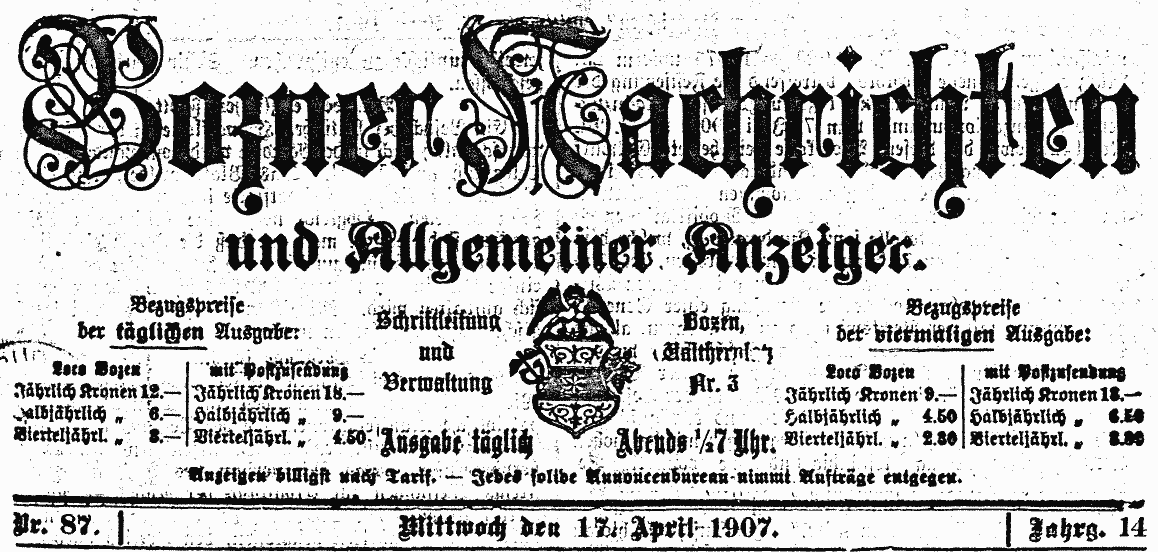
Lo stemma comunale come appare sulle Bozner Nachrichten del 1907
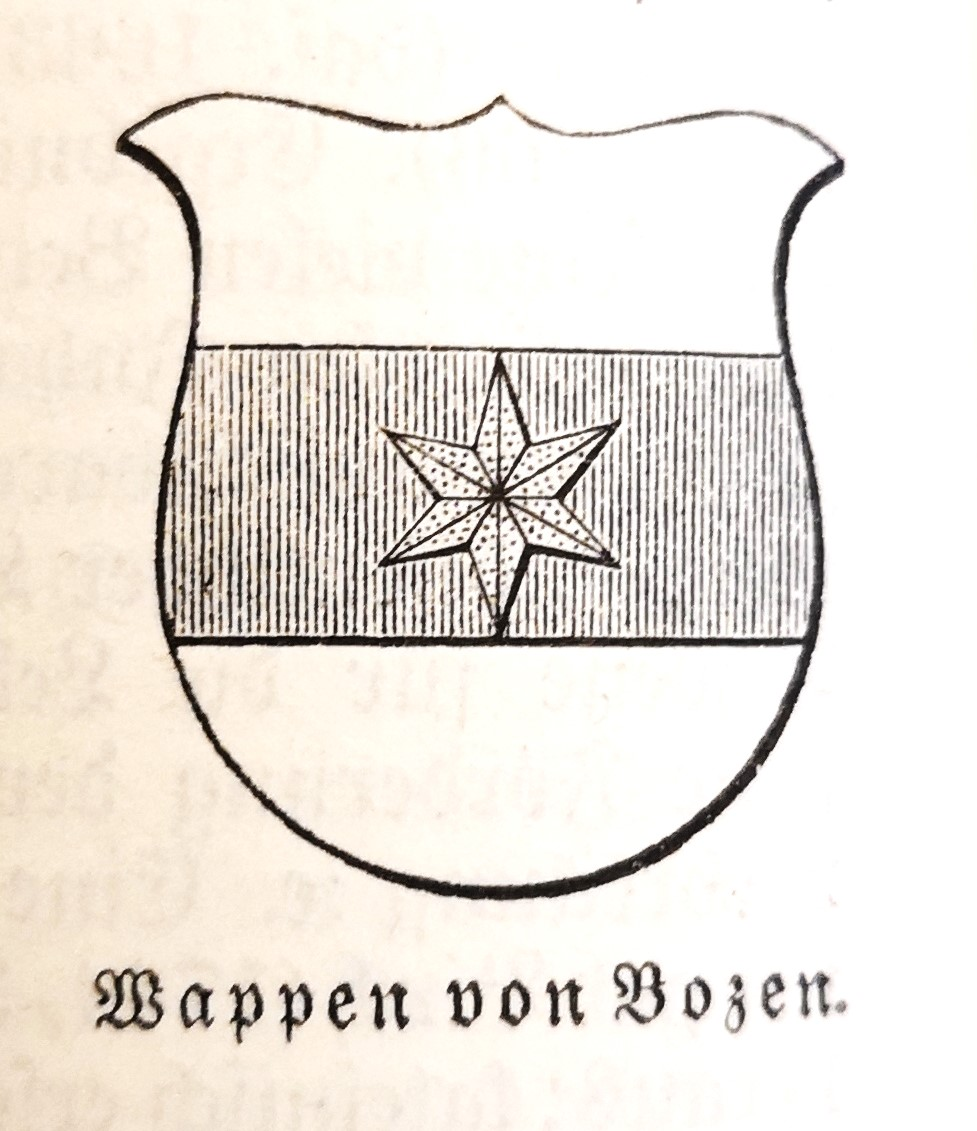
Lo stemma in Meyers Konversationslexikon, vol. 3, 1908, p. 294
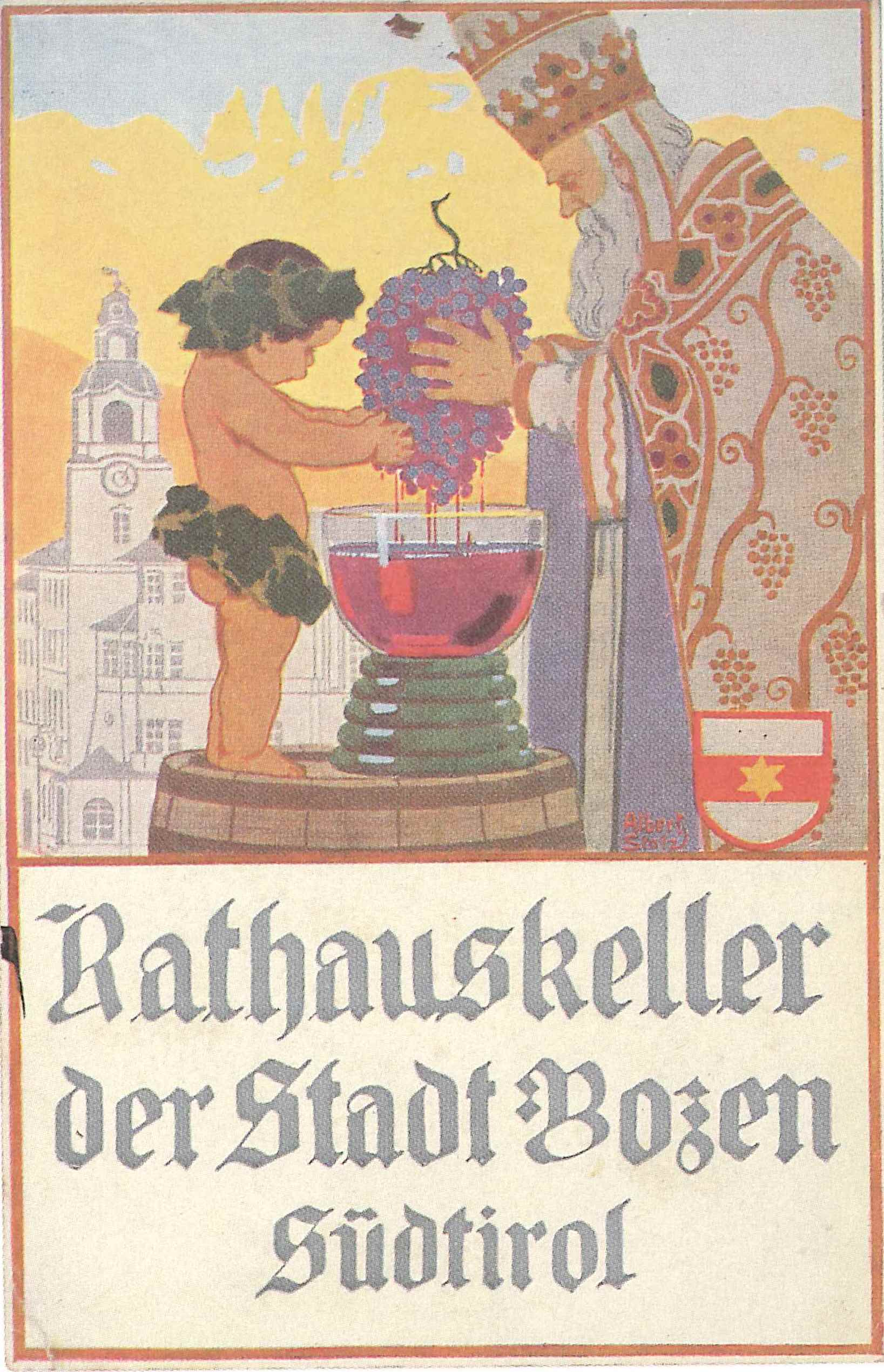
Lo stemma su un motivo allegorico del Rathauskeller, 1911
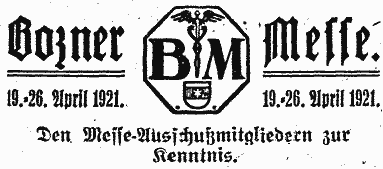
Il logo della Fiera di Bolzano del 1921 con lo stemma comunale
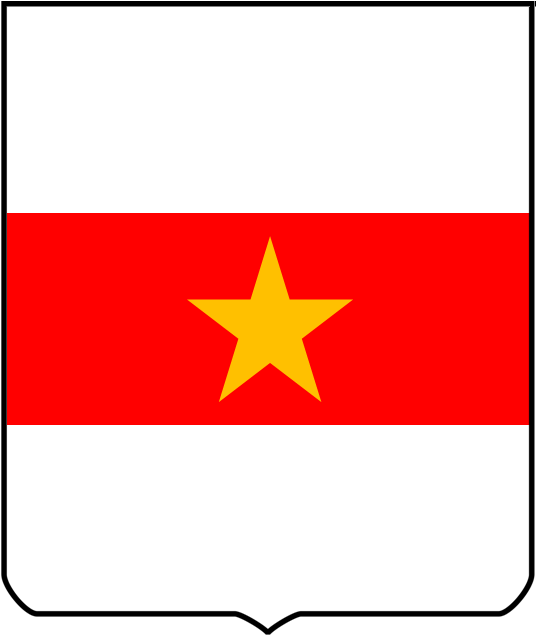
Stemma in uso dal 1931 al 1945 (con stella alterata - le disposizioni prevedevano altresì la dotazione di coronamenti cittadini e del capo del Littorio)
Forma corretta, variante appuntita
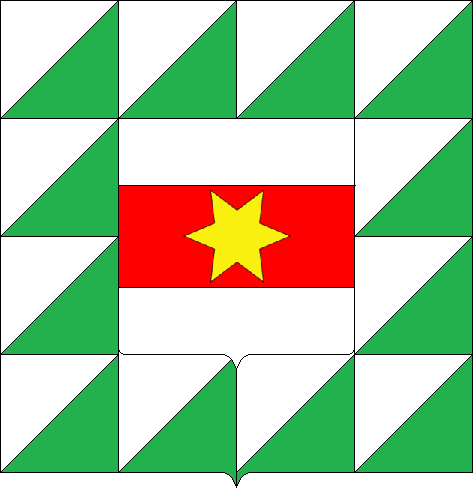
Lo stemma di Zwölfmalgreien-Dodiciville con al centro quello di Bolzano
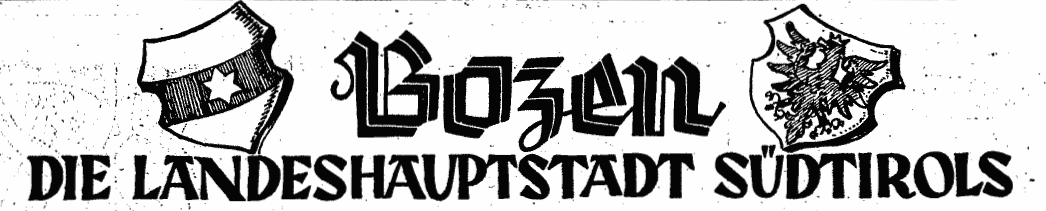
Lo stemma di Bolzano nel 1950 (sulla rivista Der Standpunkt), assieme all'aquila tirolese
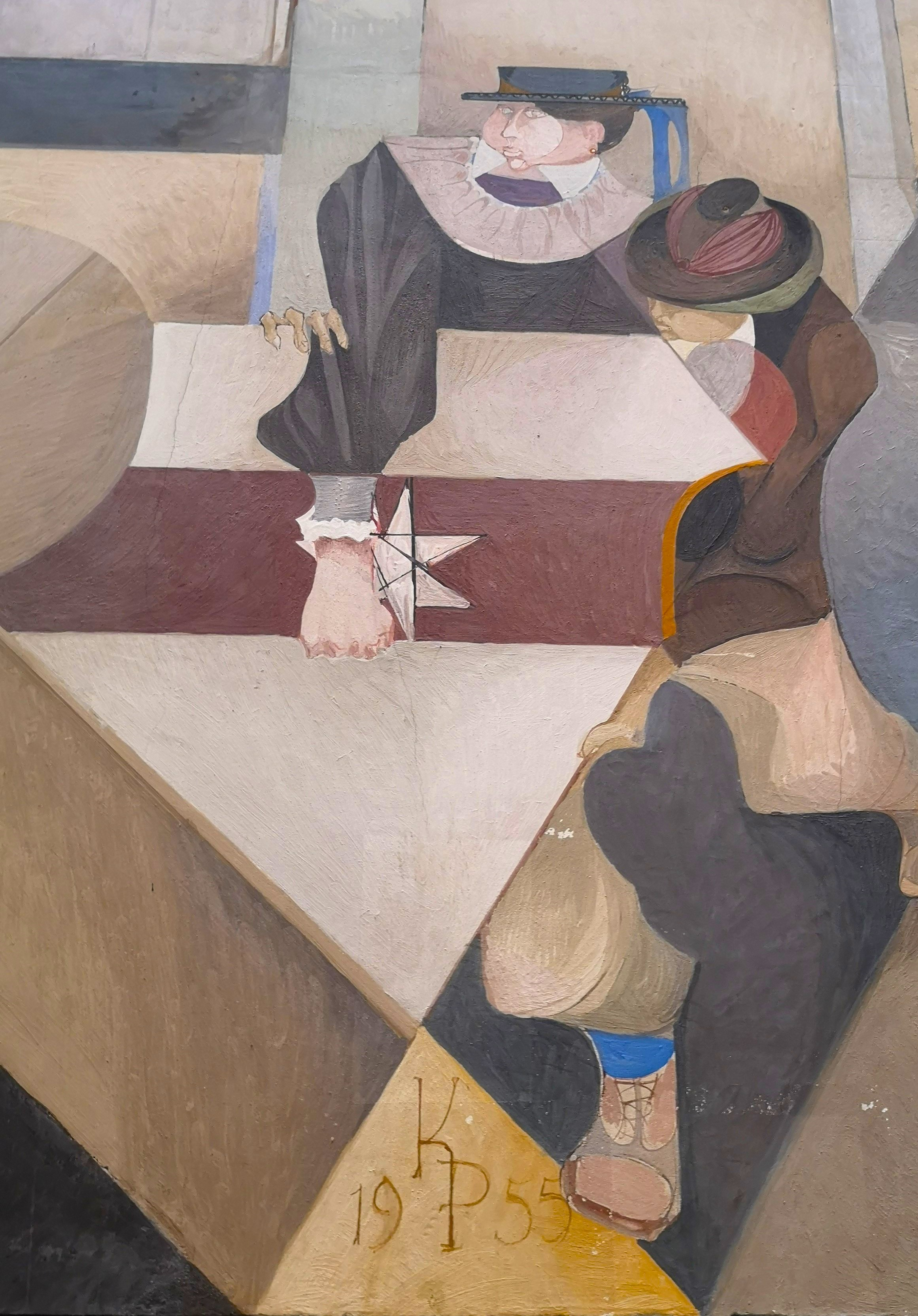
Lo stemma di Bolzano all'interno dell'affresco di Karl Plattner nella sala plenaria del Consiglio provinciale di Bolzano, 1955
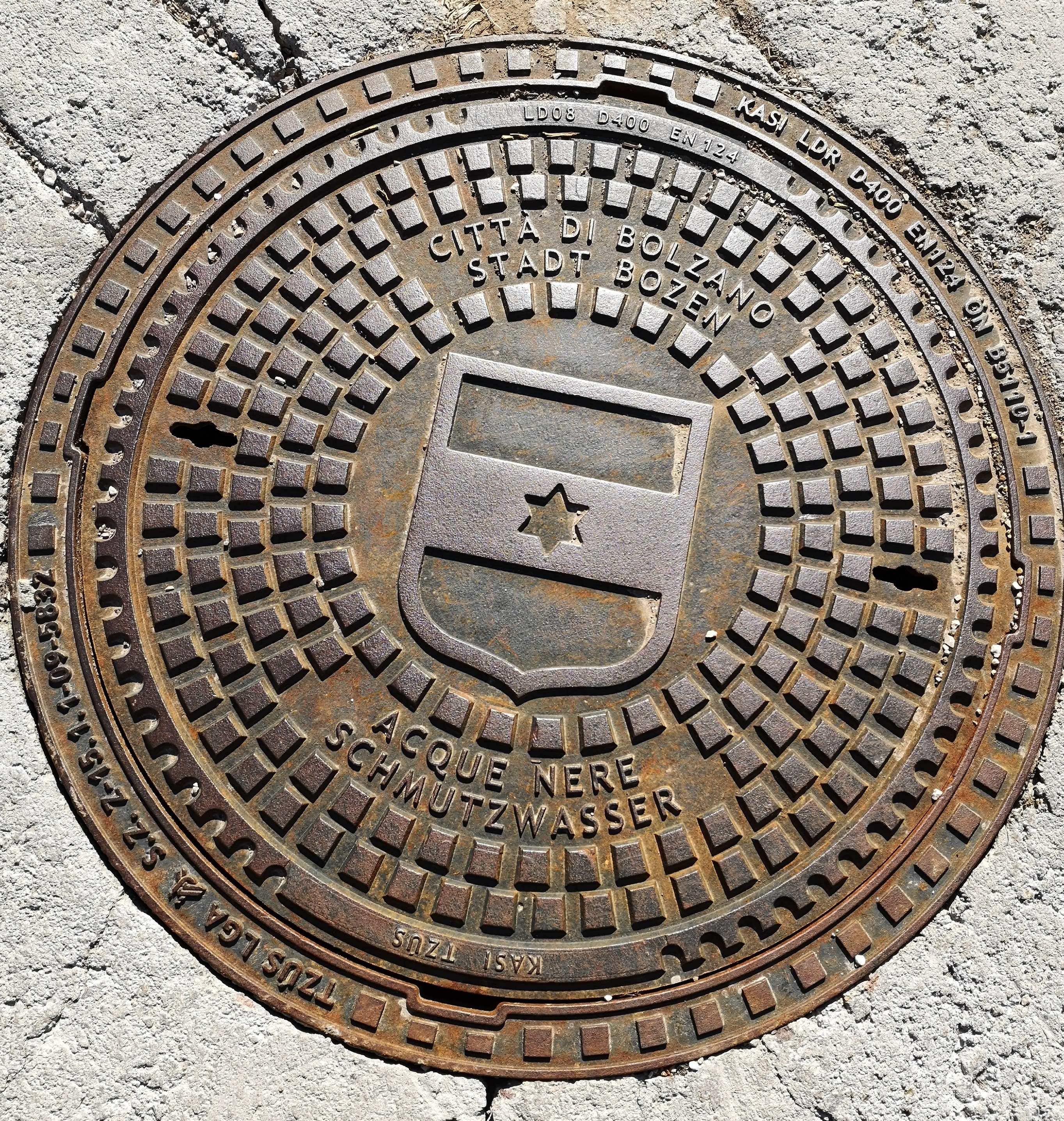
Chiusino con lo stemma cittadino, 2021